# Billotia; ou, Notes de Botanique
Billotia; ou, Notes de Botanique (abreviado Billotia) es un libro con ilustraciones y descripciones botánicas que fue escrito por el farmacéutico y botánico francés Justin Paillot y publicado en París en el año 1864.